# 王汀明
王汀明（1946年10月—），福建厦门人。中国共产党党员，大学文化。中华人民共和国政治人物。

## 生平
王汀明历任中共株洲县委副书记、县长，株洲市委常委、秘书长、副市长、市委副书记、市长、市委书记等职。2003年1月当选政协湖南省第九届委员会副主席，2008年1月换届卸任。2011年12月正式退休。